# Entscheidung aus Liebe – Die Geschichte von Hilary und Victor
Entscheidung aus Liebe – Die Geschichte von Hilary und Victor (Originaltitel: Dying Young) ist ein US-amerikanisches Filmdrama aus dem Jahr 1991. Die Handlung basiert auf einem Roman von Marti Leimbach.
Der Film galt bei ca. 1 Mio. Kinobesuchern in Deutschland als sehr erfolgreich, in den USA wurde sein finanzieller Erfolg als eher bescheiden gewertet. Einige amerikanische Medien stellten offen Fragen nach einer Krise in der Karriere von Julia Roberts.

## Handlung
Die aus beengten finanziellen Verhältnissen stammende Hilary O’Neil (Julia Roberts) wird engagiert, um den reichen krebskranken jungen Mann Victor Gaddes (Campbell Scott) zu pflegen. Sie zieht in eine Einliegerwohnung in Victors Villa in einem vornehmen Stadtteil von San Francisco. Zuerst ist sie oft mit dem Job überfordert, in öffentlichen Bibliotheken bringt sie sich Wissen über die Krankheit bei.
Hilary wird zum Freund und Begleiter Victors, dessen Vater die meiste Zeit geschäftlich unterwegs ist. Die beiden mieten ein Ferienhaus und werden dort zum Liebespaar. Plötzlich verschlechtert sich Victors Zustand drastisch, was er zunächst vor Hilary zu verschweigen versucht, ihm aber nicht gelingt. Sie entdeckt Victors leere Spritzen gegen Schmerzen und konfrontiert ihn damit, sie belogen zu haben, da er vorher behauptet hatte, keine derartigen Medikamente zu brauchen.
Victor gesteht ihr, die Chemotherapie vorzeitig beendet zu haben, um allein mit ihr leben zu können. Hilary, die erkennt, dass alles, was sie im Ferienhaus erlebt hat, auf einer Lüge beruht (dabei schließt sie auch ihre Liebe zu Victor ein), bricht in Tränen aus und erklärt ihm, dass sie sofort zurückfahren müssen, da sie nicht ansehen könnte, wie er vor ihren Augen stirbt. Anschließend ruft sie Victors Vater an und bittet ihn, seinen Sohn abzuholen, was dieser auch tut.
Victor bittet seinen Vater, vor ihrer Abreise, die er ihm zusichert, noch zu einer Weihnachtsparty gehen zu dürfen, zu der er und Hilary von einem Freund eingeladen worden sind. Mr. Gaddes gestattet es ihm.
Auf der Party muss Victor mitansehen, wie Hilary in den Armen des besagten Freundes liegt, was ihm das Herz bricht. Er fährt zurück zum Ferienhaus und packt seine Sachen, um heimlich zu verschwinden, wobei er von Hilary erwischt wird.
Sie fleht ihn an, sich noch nicht aufzugeben und verspricht gleichzeitig, ihn bis zum bitteren Ende zu begleiten, da sie ihn liebe. Victor willigt ein.
Am nächsten Morgen fahren Hilary und Victor zurück in die Klinik. Ob Victor gesund wird oder stirbt, bleibt offen.

## Kritiken
Roger Ebert bezeichnete den Film in der Chicago Sun-Times vom 21. Juni 1991 als eine lange Schinderei (long, slow slog of a movie). Er kritisierte die Darstellung von Campbell Scott, die nicht genügend Sympathie der Zuschauer wecken würde, sowie jene von Julia Roberts, die Ebert als weniger humorvoll als im Film Pretty Woman bezeichnete.

„Zynisch anmutendes Rührstück, das auch im Erzählduktus einige Wünsche offenläßt und zu keiner Zeit der Thematik gerecht zu werden versucht.“

## Auszeichnungen
Julia Roberts und Campbell Scott wurden für den Filmpreis MTV Movie Award nominiert.